# Georg Nordensvan

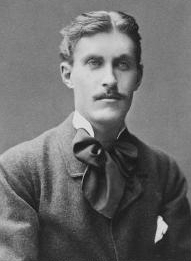
Georg Nordensvan 1881

Georg Gustaf Nordensvan (* 3. Dezember 1855 in Stockholm; † 8. April 1932 ebenda) war ein schwedischer Schriftsteller und Kunsthistoriker.

## Leben
Georg Nordensvan wurde als zweiter Sohn des Armeeoffiziers Otto Nordensvan (1811–1892) und seiner Frau Louise Hildegard Roos geboren. Nach dem Abitur studierte er ab 1874 an der Universität Uppsala, ging dann wie sein Bruder Carl Otto Nordensvan zur Armee und bestand 1876 das Offiziersexamen. Er quittierte den Armeedienst aber im selben Jahr wegen gesundheitlicher Probleme. Stattdessen widmete sich Nordensvan Kunststudien an der Kunstakademie (1877–1882) und debütierte 1877 als Autor schöngeistiger Literatur. Die Schriftstellerei wurde seine Hauptbeschäftigung, nachdem er die Kunstakademie verlassen hatte. 1884 heiratete Nordensvan Anna Fransiska Ekenstierna. Von 1883 bis 1886 war er Redaktionssekretär der Zeitung Ny Illustrerad Tidning und von 1885 bis 1902 Redakteur des Kalenders Nornan.
In seinen Romanen schloss er sich dem Impressionismus der 1880er Jahre an und schrieb als Kunstkritiker für mehrere bedeutende Zeitungen (Dagens Nyheter, Aftonbladet und andere).
Nordensvan ist vor allem bekannt für seine Arbeiten der Kunst- und Theatergeschichte nach dem Ende des 19. Jahrhunderts. In diesen Gebieten verfasste er einige Standardwerke wie Svensk teater och svenska skådelspelare från Gustaf III till våra dagar („Das schwedische Theater und Schauspiel von Gustaf III. bis in unsere Tage“) und Svensk konst och svenska konstnärer i 19:e århundradet („Schwedische Kunst und schwedische Künstler im 19. Jahrhundert“). Die illustrierte topographische Arbeit über Stockholm Mälardrottningen schuf er von 1896 bis 1897. Zudem war er Autor zahlreicher Artikel für das Nordisk familjebok – Konversationslexikon och Realencyklopedi.
Von 1912 bis 1914 war Nordensvan Ausschussleiter des Nationalmuseums, wurde Ehrenmitglied der Kunstakademie sowie Ehrendoktor der Universität Uppsala.
Seine Arbeiten zeichnen sich durch scharfsinnige, lebhafte Schilderungskunst aus. Eine sachkundige und treffsichere Kritik war für den interessierten Kunstkenner Nordensvan charakteristisch.

## Werke

### Belletristik
- Framtidsmän. 1877.
- I kasern, Sven Svenssons minnen från krigarlivet. 1878.
- Skattsökarne. 1880.
- I harnesk. 1882.
- Skuggespel. Tidsbilder. 1884.
- Figge. 1885.
- Livsuppgifter. 1887.
- Silkeskaninen. 1894 (Roman).
- Efter långa år. 1898.
- Fästmanssoffan. 1902 (Lustspiel).

### Kunstgeschichte
- De bildande konsternas historia under nittonde århundradet. 1899–1900.
- Carl Larsson, en studie. 1902.
- Gripsholm och dess konstskatter. 1902.
- Bildkonsten. 1903.
- Svensk konst från 1700-talets slut till 1900 talets början. 1904.
- Svensk konst och svenska konstnärer i nittonde århundradet. (2 Bände, 1925–1928), digitalisiert im Projekt Runeberg (schwedisch, runeberg.org)